# سفارة كوسوفو لدى السعودية
سفارة كوسوفو لدى السعودية هي الممثلية الدبلوماسية العليا لدولة كوسوفو لدى المملكة العربية السعودية. تقع السفارة في حي السفارات في الرياض.